# Wolfgang Heinrich Johannes Fuchs
Pour les articles homonymes, voir Johannes Fuchs.
Wolfgang Heinrich Johannes Fuchs (né le 19 mai 1915 à Munich, mort le 24 février 1997 à Ithaca) est un mathématicien germano-américain spécialisé dans l'analyse complexe, en particulier la théorie de Nevanlinna.

## Biographie
Il a obtenu son Ph.D. en 1941 à l'université de Cambridge, sous la direction d'Albert Ingham. Il rejoint en 1950 l'université Cornell. Son nombre d'Erdős est 1 puisqu'il a copublié avec Paul Erdős (notamment le théorème d'Erdős-Fuchs en théorie additive des nombres).

## Reconnaissance
Il a remporté une bourse Guggenheim en 1956, une bourse Fulbright-Hays en 1973, et un prix Humboldt en 1978. Il a fait partie des orateurs donnant une courte communication au Congrès international des mathématiciens de 1962, à Stockholm (On a conjecture of G. Pólya concerning gap series).